# بورتون س. أندروس
بورتون س. أندروس (بالإنجليزية: Burton C. Andrus)‏ هو عسكري أمريكي، ولد في 15 أبريل 1892 في سبوكين في الولايات المتحدة، وتوفي في 1 فبراير 1977 في تاكوما في الولايات المتحدة.